# St. Florian (Straden)

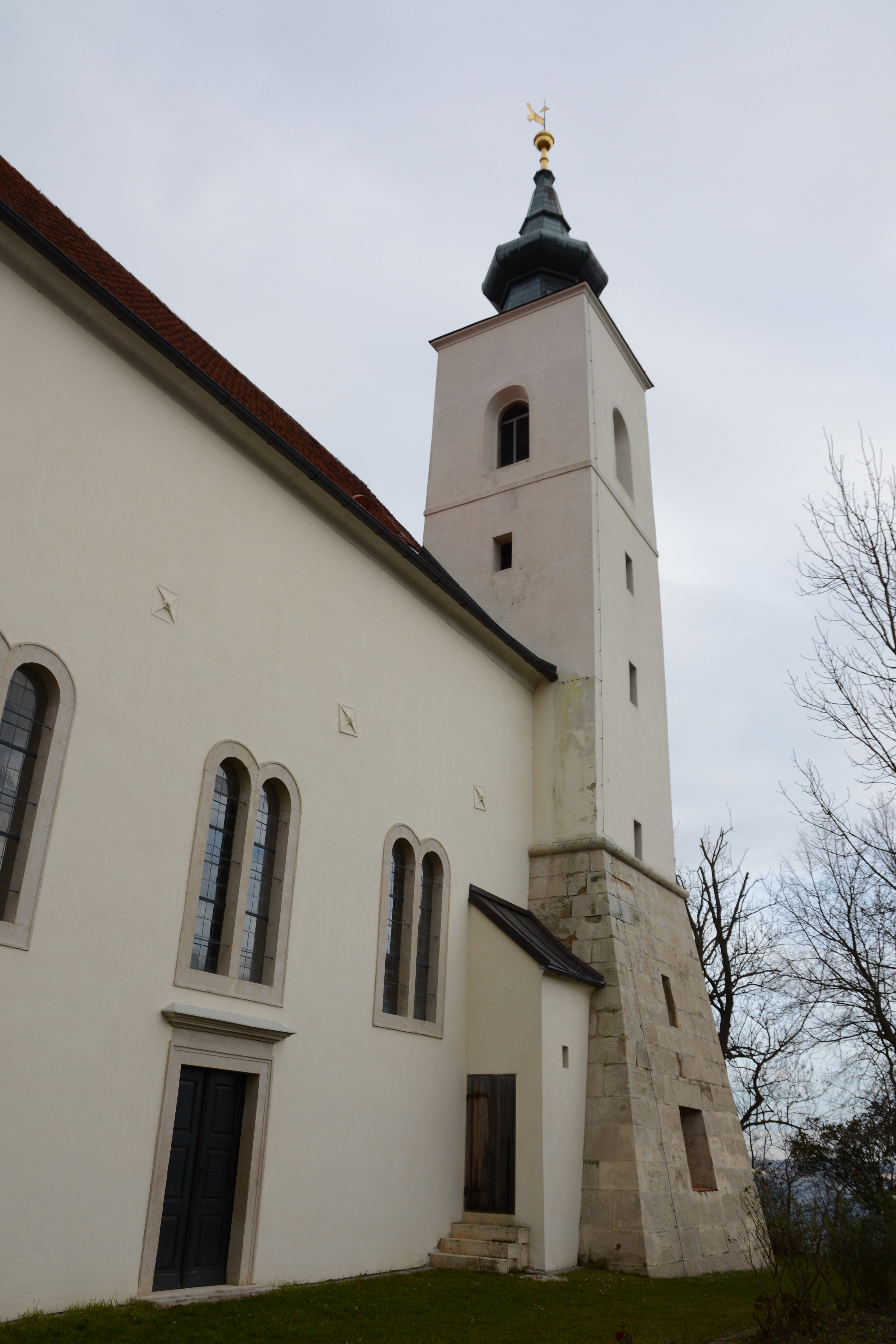
St. Florian

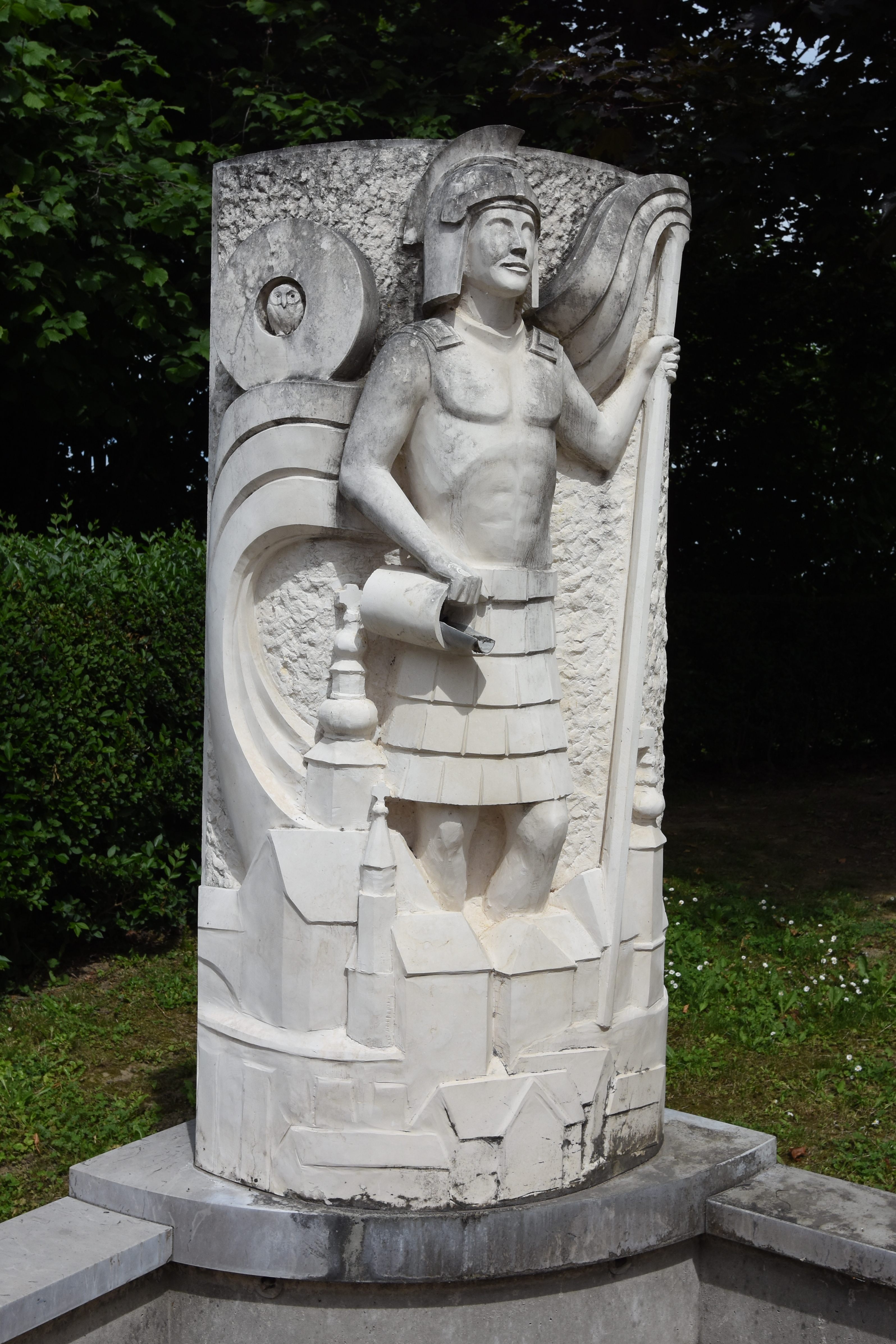
Statue des hl. Florian neben der Kirche

Die römisch-katholische Kirche St. Florian auf dem Himmelsberg ist die jüngste der vier Kirchen von Straden in der Steiermark.
Errichtet wurde sie in zwei Etappen auf dem höchsten Punkt des Himmelsberges. Turm und Chorraum wurden 1644 auf Resten einer Burgruine errichtet. Diesem Bau wurde später eine Saalkirche hinzugefügt. Die Bauarbeiten führte 1654 bis 1668 der Leibnitzer Baumeister Ruep Schopper aus. Die Einweihungsfeier fand am 10. Februar 1686 statt.

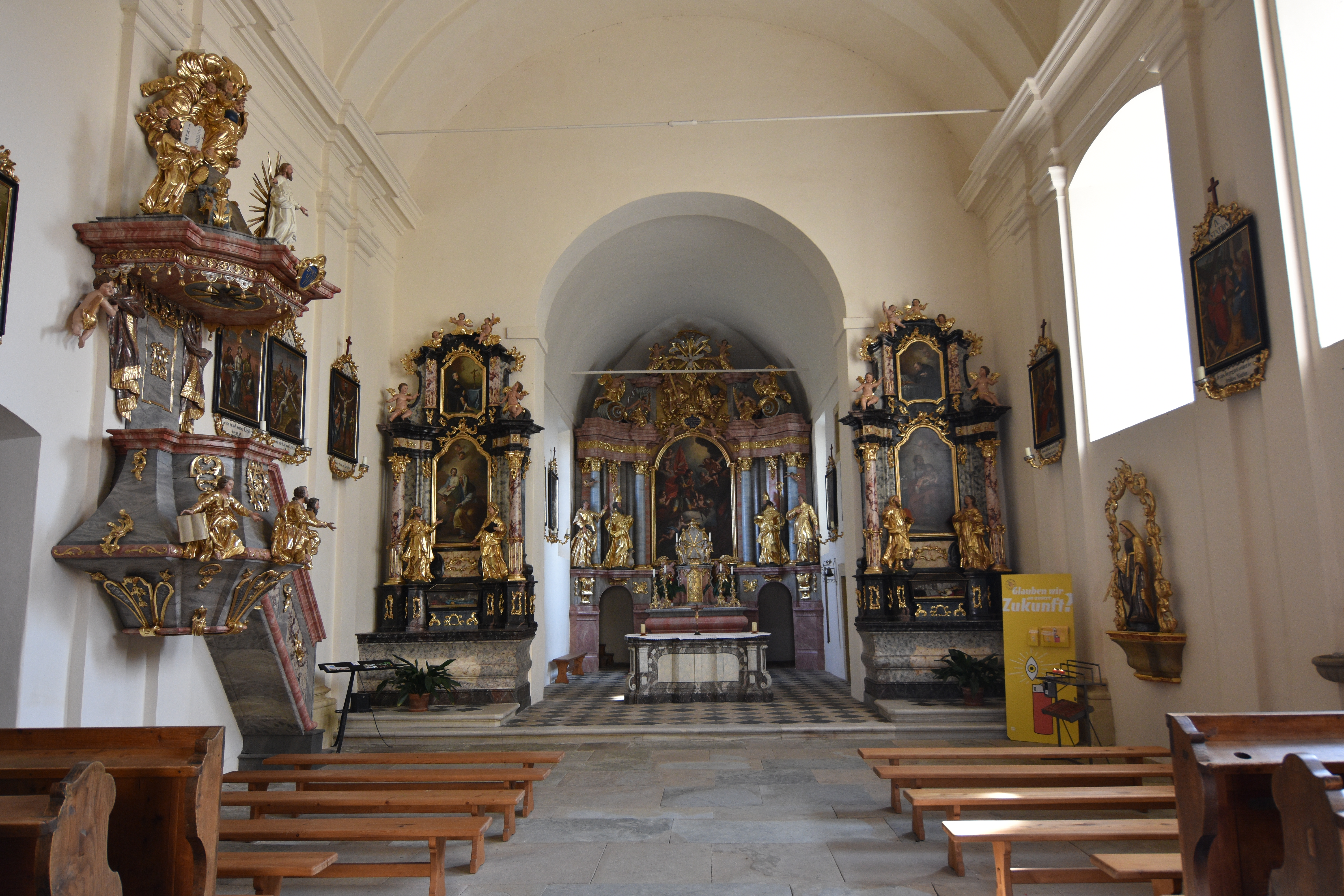
Innenansicht

Ein Benefizium sicherte den Gottesdienst in dieser Kirche, die nur wenige Gehminuten von der Pfarrkirche entfernt ist.
Eine Inschrift auf dem Altarblatt datiert dessen Fertigstellung mit dem Jahr 1754. Das Bild zeigt den Heiligen Florian und stammt von Valentin J. Metzinger.
Die bildhauerische Arbeit der 1768 aufgestellten Kanzel wird Wenzel Tomitschegg zugeschrieben.
Die beiden Seitenaltäre aus dem Jahr 1771 sind der Heiligen Anna und dem Heiligen Josef geweiht.
Die 1775 errichtete Orgelempore trägt eine Orgel mit elf Registern. Sie ist die einzige bekannte Orgel des Radkersburger Orgelbauers Christian Clevo und wurde vom Radkersburger Bildhauer Johann Lehner reich geschmückt.